# D'Arrest (cratère lunaire)
Pour les articles homonymes, voir D'Arrest.
D'Arrest est le nom d'un cratère lunaire d'impact de météorite situé dans la région couverte de lave à l'ouest de la Mer de la Tranquillité. Il est situé au sud-est du cratère Agrippa et le nord-ouest du cratère Delambre. À proximité du bord nord se trouvent les deux cratères De Morgan, petit, en forme de coupe, et Cayley.
Le cratère a été baptisé par l'UAI en l'honneur du célèbre astronome allemand Heinrich Louis d'Arrest dont le nom a également été donné à un cratère sur Phobos.

## Cratères satellites
Les cratères dit satellites sont de petits cratères situés à proximité du cratère principal, ils sont nommés du même nom mais accompagné d'une lettre majuscule complémentaire (même si la formation de ces cratères est indépendante de la formation du cratère principal). Par convention ces caractéristiques sont indiquées sur les cartes lunaires en plaçant la lettre sur le point le plus proche du cratère principal.
Liste des cratères satellites d'Arrest : 
| D'Arrest | Latitude | Longitude | Diamètre |
| -------- | -------- | --------- | -------- |
| A        | 1,9° N   | 13,7° E   | 4 km     |
| B        | 1,0° N   | 13,6° E   | 5 km     |
| M        | 1,9° N   | 13,6° E   | 23 km    |
| R        | 0,5° N   | 15,6° E   | 19 km    |